# Liberami
Liberami est un documentaire italo-français écrit et réalisé par Federica Di Giacomo. Il a remporté le prix Orizzonti du meilleur film à la 73e édition de la Mostra de Venise en 2016.

## Synopsis
Le film relate les exorcismes du père franciscain sicilien Cataldo Migliazzo,,.

## Fiche technique
- Titre original : Liberami
- Réalisation : Federica Di Giacomo
- Scénario : Federica Di Giacomo
- Genre: documentaire
- Durée : 89 minutes
- Date de sortie : 7 septembre 2016 (Mostra de Venise)
- Pays de production :  Italie,  France
- Langue :italien